# 福尔斯霍滕
福尔斯霍滕（荷蘭語：Voorschoten，荷蘭語：[ˈvoːrsxoːtə(n)] ⓘ）是荷兰南荷兰省的市镇。它是兰斯台德的一个较小的城镇，2004年人口22,505，位于海牙和莱顿之间。该市镇辖区11.59 km² (其中0.38 km²是水面)。